# チャールズ・デービッド・キーリング
チャールズ・デービッド・キーリング（Charles David Keeling、1928年4月20日 - 2005年6月20日）はアメリカ合衆国の化学者。カリフォルニア大学サンディエゴ校スクリップス海洋研究所教授。
1958年からハワイのマウナロア観測所にて大気中の二酸化炭素濃度の精密な観測を継続的に実施 し、二酸化炭素濃度が長期的に増加していることを世界で初めて突き止めた。この二酸化炭素濃度と年代の曲線はキーリング曲線と呼ばれ、世界で高く評価されている。

## 略歴

キーリング曲線

ペンシルベニア州スクラントンで生まれる。1948年にイリノイ大学を卒業、1954年、ノースウェスタン大学で化学博士号を取得。1956年にスクリップス海洋研究所に入るまで、カリフォルニア工科大学で地球化学の博士研究員（ポスドク）を務めた。
ロジャー・レヴェルの勧めもあって、キーリングは1958年よりハワイのマウナロア観測所で二酸化炭素濃度の計測を始めた。1960年までに濃度が季節的な周期変動をすることに確証を得て、1961年に、今日ではキーリング曲線として知られる、二酸化炭素濃度の長期的上昇を示す資料を作成した。
1960年代初期に全米科学財団は彼の成果をルーチンワークであるとして、研究助成を取りやめた。
このマウナロア観測所での大気中の二酸化炭素濃度の計測期間は世界最長であり、中間対流圏における長期的変動を示す信頼のある指標だと考えられている。この計測データによると、二酸化炭素濃度は1958年には315ppmであったものが、2005年には380ppmと増加している。
2005年、モンタナ州の自宅にて心臓発作で死去。

## 受賞歴
- Second Half Century Award of the American Meteorology Society（1981年）
- Maurice Ewing Medal of the American Geophysical Union（1991年）
- ブループラネット賞（1993年）
- アメリカ国家科学賞（2002年）
- タイラー賞（2005年）